# American Chemical Society Award in Organometallic Chemistry
Der ACS Award in Organometallic Chemistry ist ein jährlich vergebener Preis der American Chemical Society für Metallorganische Chemie. Er ist mit 5000 Dollar dotiert und wird seit 1985 vergeben. Der Preis wird von der Dow Chemical Foundation gesponsert.

## Preisträger
- 1985 Richard R. Schrock
- 1986 Robert G. Bergman
- 1987 K. Peter C. Vollhardt
- 1988 Robert H. Grubbs
- 1989 Tobin J. Marks
- 1990 John E. Bercaw
- 1991 Charles P. Casey
- 1992 Maurice S. Brookhart
- 1993 Robert H. Crabtree
- 1994 John A. Galdysz
- 1995 Jack Halpern
- 1996 Dietmar Seyferth
- 1997 Malcolm L. H. Green
- 1998 Ei-ichi Negishi
- 1999 Hans-Herbert Brintzinger
- 2000 Stephen L. Buchwald
- 2001 F. Albert Cotton
- 2002 T. Don Tilley
- 2003 William D. Jones
- 2004 Wolfgang A. Herrmann
- 2005 Jack R. Norton
- 2006 John F. Hartwig
- 2007 David Milstein
- 2008 Gerard F. R. Parkin
- 2009 Odile Eisenstein
- 2010 Clark Landis
- 2011 Peter T. Wolczanski
- 2012 Philip P. Power
- 2013 Gregory L. Hilhouse
- 2014 Kenneth G. Caulton
- 2015 William J. Evans
- 2016 Karen I. Goldberg
- 2017 Marcetta Y. Darensbourg
- 2018 Clifford P. Kubiak
- 2019 Alan S. Goldman
- 2020 Milton R. Smith III
- 2021 Melanie S. Sanford
- 2022 R. Morris Bullock
- 2023 Shannon S. Stahl
- 2024 Louise A. Berben
- 2025 Robert H. Morris[1]
- 2026 François P. Gabbaï[2]